# Thelypteris fraseri
Thelypteris fraseri là một loài thực vật có mạch trong họ Thelypteridaceae. Loài này được (Mett. ex Kuhn) A.R. Sm. miêu tả khoa học đầu tiên năm 1980.